# Mei Wending
En aquest nom xinès, el cognom és Mei.
Mei Wending (xinès: 梅文鼎)  (Xuanzhou, 1633 - Xina, 1721), nom de cortesia Dingjiu (定九) i sobrenom Wu'an (勿庵), va ser un matemàtic i astrònom xinès.

## Vida i obra
Mei Wending va néixer el 1633 a Xuanzhou (província d'Anhui) en una família lletrada. El seu pare i el seu avi ja el van introduir en l'astronomia i els seus germans Mei Wennai i Mei Wenmi també van ser astrònoms coneguts. El su fill, Mei Yiyan, i, sobre tot, el seu net, Mei Juecheng, també van ser força coneguts com matemàtics i astrònoms.
El 1647 va aprovar l'examen de districte a Nanquín i va esdevenir xiucai (funcionari imperial). El 1666 s'instal·là a Nanquìn, on freqüentà la intel·lectualitat local, majoritàriament contrària a la nova dinastia imperial i començà a adquirir certa notorietat pels seus talents matemàtics i astronòmics.
El 1689 es va traslladar a Pequín amb la intenció de conèixer l'astrònom jesuïta Ferdinand Verbiest, però aquest havia mort mesos abans. Al cap de poc temps va entrar al servei de Li Guangdi, poderós buròcrata de la cort de l'emperador Kangxi, i quan aquest va ser nomenat governador de Hebei, el va seguir la seva residència de Baoding, on es va instal·lar juntament amb el seu germà Wenmi, el seu fill i el seu net.
Mei Wending va escriure més de vuitanta llibres: més de quaranta d'astronomia i més de vint de matemàtiques, però, comparats amb els desenvolupaments europeus contemporanis, semblen obres elementals. El seu net, Mei Juecheng, es va encarregar després de la seva mort de publicar adequadament les seves obres. Els seus llibres van esdevenir llibres de text bàsics per l'aprenentatge de les matemàtiques i de l'astronomia durant el segle XVIII, essent considerats un exemple de la incorporació del saber occidental en la ciència xinesa.